# Rum utan titel
Rum utan titel är en roman från 2022 av Nina Hemmingsson.
Romanen handlar om Eva som gör allt för att relationen med Karl ska fungera. Hon räds för ensamheten och gör till slut mentalt våld på sig själv för att hålla ihop relationen. Romanen belyser tvåsamhet, ensamhet och främlingskap.

## Utgåva
- Hemmingsson, Nina (2022). Rum utan titel. Stockholm: Kaunitz-Olsson. Libris 4kgq25d227k4hswd. ISBN 978-91-89603-27-1